# Comuna de Ostaszewo
Ostaszewo (polaco: Gmina Ostaszewo) é uma gminy (comuna) na Polónia, na voivodia de Pomerânia e no condado de Nowy Dwór. A sede do condado é a cidade de Ostaszewo.
Conforme os censos de 2004, a comuna tem 3280 habitantes, com uma densidade 54,1 hab/km².

## Área
Estende-se por uma área de 60,65 km², incluindo:
- área agrícola: 83%
- área florestal: 0%

## Demografia
Dados de 30 de Junho 2004:
|                      | Total   | Total | Mulheres | Mulheres | Homens  | Homens |
| -------------------- | ------- | ----- | -------- | -------- | ------- | ------ |
|                      | pessoas | %     | pessoas  | %        | pessoas | %      |
| População            | 3280    | 100   | 1600     | 48,8     | 1680    | 51,2   |
| Densidade (pop./km²) | 54,1    | 100   | 26,4     | 26,4     | 27,7    | 27,7   |

De acordo com dados de 2005, o rendimento médio per capita ascendia a 1884,09 zł.

## Comunas vizinhas
- Cedry Wielkie, Lichnowy, Nowy Dwór Gdański, Nowy Staw, Stegna, Suchy Dąb